# Friedrich Bernhard von Wickede

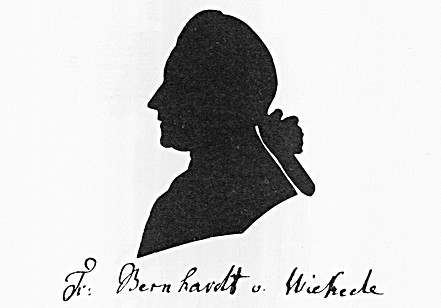
Friedrich Bernhard von Wickede, eigenhändiger Schattenriß und Unterschrift, um 1780

Friedrich Bernhard von Wickede, auch: Bernhardt (* 31. Dezember 1748 in Lübeck; † 24. November 1825 in Kopenhagen) war ein deutscher Pädagoge, Schriftsteller und Silhouettenschneider.

## Leben und Werk

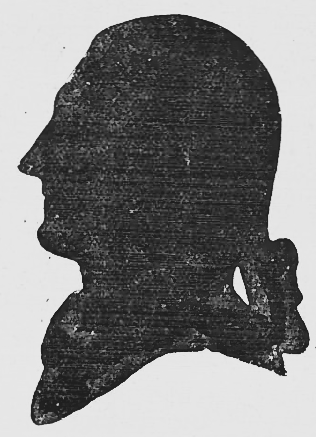
Als Göttinger Student

Friedrich Bernhard von Wickede entstammt der Lübecker Patriziatsfamile von Wickede, die über mehrere Jahrhunderte Ratsherren und Bürgermeister gestellt hatte. Er war der einzige Sohn des Bürgermeisters Bernhard von Wickede. Nach dem Besuch des Katharineums bezog er die Universität Göttingen. Im Alter von 20 Jahren wurde Friedrich Bernhard 1768 nach Studien an der Universität Rostock in die Zirkelgesellschaft aufgenommen, die aufgrund rigider Aufnahmebedingungen eigentlich nur noch ein Familienverband der Familien Brömbsen und Wickede war und durch geänderte Verhältnisse sehr an Bedeutung verloren hatte. Da seine Hoffnung, nach dem Tode des Vaters zum Ratsherrn erwählt zu werden fehlschlug, gründete er in Lübeck eine Erziehungsanstalt im Hause der Junkerkompanie in der Königstraße 21. Er hatte großes Interesse daran entwickelt, die Gesellschaft als Adelsorden neu aufleben zu lassen, und wurde die eigentliche Seele der Gesellschaft. Die Gesellschaft ließ das Haus 1777–1779 aufwendig im Zopfstil erneuern, sorgte für die Renovierung der Zirkelbrüderkapelle in der Katharinenkirche, ließ die gemeinschaftliche Feier des Trinitatisfestes als Stiftungsfest der Gesellschaft wieder aufleben und erreichte 1778 eine Bestätigung der kaiserlichen Privilegien durch Joseph II. und eine Verbesserung ihrer Insigne.

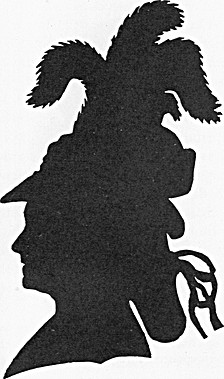
Augusta von Wickede, Schattenriß von Friedrich Bernhard von Wickede, ca. 1780, aus dem Stammbuch Friedrich Münters in der Dänischen Königlichen Bibliothek

 Er war zunächst ab 1774 verheiratet mit Magdalena Augusta Dorothea, geb. Vanselow (1751–7. November 1786). Sie war eine Freundin von Christian Hieronymus Esmarch und korrespondierte mit Klopstock. Das Paar lebte abwechselnd in Lübeck und Kopenhagen, wo Auguste der damals 14-jährigen Friederike Münter, später verheiratete Brun, eine enge Freundin und Mentorin wurde. Augusta starb 1786, Friedrich Bernhard von Wickede ließ sie auf dem Friedhof der St. Lorenzkirche vor der Stadt beisetzen und setzte ihr ein schlichtes klassizistisches Grabmal. Ihr Grab war das erste einer Standesperson auf dem bis dahin nur als Armenfriedhof genutzten Gelände; es gab den Anstoß zu einer weitreichenden Friedhofsreformbewegung.
In zweiter Ehe heiratete er 1787 Margrethe Elisabeth, geb. Haake, verwitwete Noodt, verwitwete Dehnke/Deneke (1754–1800). Sie war eine Tochter des Predigers an der Lübecker Maria-Magdalenenkirche (Burgkirche) Johann Haake und Witwe zunächst des Pastors Carl Christian Noodt (1745–1780), der 1779 aus Wesenberg an die Deutsche Kirche in Stockholm berufen worden war, aber schon 1780 verstarb, und dann des Kaufmanns Johann Balthasar Dehnke/Deneke (1742–1784) in Stockholm.
Von Wickedes Plan war, im renovierten Gesellschaftshaus nach Dessauer Vorbild ein Philanthropin einzurichten, in das er zwölf junge Leute aufnehmen und mit seiner ersten Frau nach den pädagogischen Vorstellungen Johann Bernhard Basedows erziehen wollte. Die Gesellschaft gab dazu nur ungern ihre Zustimmung. Nach dem Tod seiner ersten Frau fand das Internat keinen Zuspruch mehr und geriet in Verfall. 1790 musste Wickede Konkurs anmelden.
1789 zog v. Wickede nach Plön, wo er, ebenfalls erfolgreich, unterstützt von August Adolph von Hennings eine gleiche Anstalt errichtete. In dessen Märzheft 1789 in der von Hennings herausgegebenen Zeitschrift Der Genius der Zeit veröffentlichte Wickede seinen Plan und Methode der Erziehungs-Anstalt in Plön. In der Plöner Neustadt eröffnete er wieder ein Philanthropin, für das seine Frau ein großes Haus in der Johannisstraße 8 angekauft hatte. Es wollte jedoch nicht gedeihen, und sein Wirken wurde von einem Unglücksfall überschattet, bei dem Johann Carl Deneke, einer seiner Stiefsöhne, im Alter von neun Jahren von einem Spielkameraden erschossen wurde.
1800 siedelte Wickede nach Kopenhagen über. Friederike Bruns Ehemann, der spätere dänische Geheime Konferenzrat Constantin Brun, der selbst gebürtiger Rostocker war, verschaffte ihm und seiner Familie während seiner dortigen Zeit von 1803 bis 1806 Unterkunft im Schloss Antvorskovund Auskommen als Inspektor auf seinem landwirtschaftlichen Mustergut Antvorskov in Slagelse auf Seeland. Er hatte 1799 die Ländereien dieses ehemaligen Klosters erworben, in vier Gutsparzellen aufgeteilt und diese mit erheblichem Gewinn weiterverkauft. Von 1803 bis 1806 war er Verwalter des Gutes seines Schwagers. Von hier stammte seine zweite in Plön verstorbene Gattin Margarethe Elisabeth Reedt, geb. Haake, die Witwe des in Stockholm verstorbenen Pastors Roodt.
Wickede zog wieder zurück nach Kopenhagen, wo ihn 1812 der bekannte Dichter Schmidt aus Lübeck sah, wie er seinen Unterhalt durch das Nummerieren von Reichsbankzetteln bestritt.
Wickede gehörte 1772 zu den Stiftern der Lübecker Freimaurer-Loge Zum Fruchthorn, später Zum Füllhorn. Er war von 1786 bis 1789 als Nachfolger von Detlev Joachim von Brockdorff ihr Meister vom Stuhl. Als Konsequenz seiner Insolvenz musst er auf eine Wiederwahl verzichten und sich vom Logenleben zurückziehen. 1812 schloss er sich in Kopenhagen der Loge Zorobabel an.
Aus seiner ersten Ehe hatte er sieben Töchter und den Sohn Friedrich Bernhard August von Wickede (1774–1822), der dänischer Offizier und Regierungsrat in Tranquebar wurde. Aus seiner zweiten Ehe hatte er eine Tochter und zwei Söhne, darunter Johann Wilhelm (1788–1881), der dänischer Oberst wurde und der letzte männliche Spross der dänischen Linie war.
Friedrich Bernhard von Wickedes Stammbuch mit 125 Eintragungen aus den Jahren 1767–1793, darunter Widmungen von Friedrich Gottlieb Klopstock und Christian Fürchtegott Gellert, befindet sich heute als Teil der Stiftung der Gebrüder Linel in der Buchkunst- und Graphiksammlung des Museums Angewandte Kunst in Frankfurt am Main.

## Schriften
- Plan und Methode der Erziehungsanstalt in Ploen, in: Der Genius der Zeit 1 (1794), S. 383